# Sainte-Honorine-la-Chardonne
Sainte-Honorine-la-Chardonne è un comune francese di 733 abitanti situato nel dipartimento dell'Orne nella regione della Normandia.

## Società

### Evoluzione demografica
Abitanti censiti